# Delphine Dussaux
Delphine Dussaux, née le 13 juillet 1982 à Paris, est une pianiste classique, cheffe de chant et cheffe d'orchestre française, professeure au Conservatoire à rayonnement régional de Boulogne-Billancourt et lauréate du Ve Concours international de chant-piano Nadia et Lili Boulanger.

## Biographie
Delphine Dussaux commence la musique à l’âge de 6 ans. Après une formation musicale de piano, accompagnement, musique de chambre et écriture au Conservatoire à rayonnement régional de Boulogne-Billancourt, elle intègre le Conservatoire national supérieur de musique et de danse de Paris en accompagnement vocal dans la classe d’Anne Le Bozec et Emmanuel Olivier. Elle obtient son diplôme de formation supérieure en 2010. Elle suit les classes de maîtres de Nathalie Stutzmann, Inger Södergren, Tuija Hakkila, Marie-Paule Siruguet, Hortense Cartier-Bresson, Vincent Leterme ou encore Michaël Levinas.
Son goût pour le spectacle vivant la conduit sur scène, notamment dans « La Bande du Tabou »,,ainsi que dans le spectacle Créatures,, mis en scène par Sol Espeche. En tant que cheffe d’orchestre, elle dirige l'opéra-bouffe René l'Énervé,,  (de Jean-Michel Ribes et Reinhardt Wagner) au Théâtre du Rond-Point et à l'Opéra national de Lorraine.
Plus récemment, elle se produit aux côtés de Flannan Obé et Florence Andrieu dans Le Crime de l’Orpheline,, mis en scène par Philippe Lelièvre.
Lauréate de concours de piano et musique de chambre (1er Prix de Supérieur au Concours d’Arcachon et 2e prix au concours Saxiana), elle est finaliste du Concours international de chant-piano Nadia et Lili Boulanger en 2009 en duo avec Irina de Baghy.
Elle est cheffe de chant pour le Chœur de Radio France entre 2004 et 2006, puis lors d'opéras tels Le Barbier de Séville, Opéra en Plein Air ; Carmen et Samson et Dalila, sieur Duluth Opera Festival, Minnesota, USA ; cheffe d’orchestre et directrice musicale pour L'Opéra de quat'sous et Les Mamelles de Tirésias avec le studio-théâtre d'Asnières, Compagnie Jean-Louis Martin-Barbaz.
Concertiste, elle se produit en récital, avec des artistes comme Julie Fuchs, Arnaud Guillou, Sabine Revault d’Allones, Margaux Toqué, Daniel Marillier, Philippe Brocard et Irina de Baghy, avec laquelle elle participe à de nombreux festivals et concerts : Festival du Périgord Noir, Fondation Singer-Polignac, Jeunes Talents du Festival « les Journées Romantiques ». Elle est également directrice artistique pour des disques d’Anne Le Bozec, Marc Mauillon, Françoise Masset aux Éditions Hortus.
Depuis 2005, elle est pianiste accompagnatrice, cheffe de chant, ainsi que professeur de déchiffrage et d'harmonie au clavier au Conservatoire à rayonnement régional de Boulogne-Billancourt ainsi qu’au Pôle Supérieur Paris Boulogne-Billancourt. Elle accompagne également le Chœur d'enfants Sotto Voce, dirigé par Scott Alan Prouty. Elle est instigatrice du projet Cabaret Pod , une émission radiophonique faisant participer des étudiants de disciplines diverses.
En 2020-2021, elle assure la direction musicale de Pomme d'Api, une opérette d'Offenbach revisitée.
Le 15 avril 2022, elle est nommée chevalier de l'ordre des Arts et des Lettres.